# Danh sách huy hiệu Quân lực Việt Nam Cộng hòa
- Dưới đây là danh sách huy hiệu Quân lực Việt Nam Cộng hòa:

## Chức trách và cơ quan cấp cao

Kỳ hiệu Tổng Tư Lệnh Quân Lực Việt Nam Cộng Hoà
Kỳ hiệu Bộ Quốc Phòng Quân Lực Việt Nam Cộng Hoà
Huy hiệu Bộ Tổng Tham Mưu Quân Lực Việt Nam Cộng Hoà

## Quân, Binh chủng
Bài chi tiết: Các đơn vị thuộc Quân Lực Việt Nam Cộng hòa

Huy hiệu Nha Kỹ Thuật
Huy hiệu Biệt khu Thủ Đô
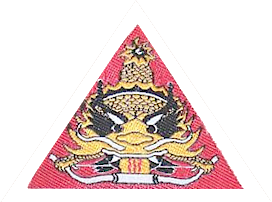
Huy hiệu Đơn vị Phòng Vệ Dinh Độc Lập
Kỳ hiệu Liên Đoàn An Ninh Thủ Đô

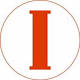
Huy hiệu Quân đoàn I
Kỳ hiệu Quân đoàn I
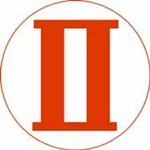
Huy hiệu Quân đoàn II
Kỳ hiệu Quân đoàn II
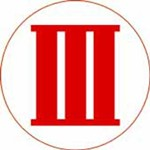
Huy hiệu Quân đoàn III
Kỳ hiệu Quân đoàn III
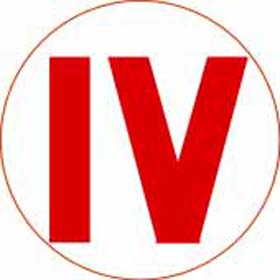
Huy hiệu Quân đoàn IV
Kỳ hiệu Quân đoàn IV

## Đơn vị
| Nữ Quân nhân           | Bộ Quốc phòng             | Cao đẳng Quốc phòng             | Quân đoàn I         |
| Ngành Quân y           | Biệt khu Thủ đô           | Biệt động quân Biên phòng       | Quân đoàn II        |
| Biệt động quân         | Lữ đoàn Kỵ binh           | Lực lượng Dân sự chiến đấu      | Quân đoàn III       |
| Trường Quân y          | Lữ đoàn Nhảy dù           | Lục quân Việt Nam Cộng hòa      | Quân đoàn IV        |
| Ngành Quân cụ          | Tổng cục Tiếp vận         | Hải quân Việt Nam Cộng hòa      | Sư đoàn 1 Bộ binh   |
| Tiểu đoàn TQLC         | Tổng nha Nhân lực         | Đại học Chiến tranh Chính trị   | Sư đoàn 2 Bộ binh   |
| Ngành Quân vận         | Tổng cục Quân huấn        | Không lực Việt Nam Cộng hòa     | Sư đoàn 3 Bộ binh   |
| Ngành Quân nhu         | Phòng Tổng quản trị       | Tổng cục Chiến tranh Chính trị  | Sư đoàn 5 Bộ binh   |
| Ngành Truyền tin       | Binh chủng Thiết giáp     | Địa phương quân & Nghĩa quân    | Sư đoàn 7 Bộ binh   |
| Ngành Công binh        | Binh chủng Pháo binh      | Trung tâm Huấn luyện Hải quân   | Sư đoàn 9 Bộ binh   |
| An ninh Quân đội       | Binh chủng Quân cảnh      | Quân trường Quốc gia Vạn Kiếp   | Sư đoàn 18 Bộ binh  |
| Tiểu đoàn Nhảy dù      | Tổng thanh tra Quân lực   | Binh chủng Thủy quân Lục chiến  | Sư đoàn 21 Bộ binh  |
| Bộ Tổng tham mưu       | Liên phòng dinh Độc Lập   | Tài chính và Thanh tra Quân phí | Sư đoàn 22 Bộ binh  |
| Lực lượng Đặc biệt     | Liên đoàn Biệt động quân  | Trường Võ bị Hiện dịch Đà Lạt   | Sư đoàn 23 Bộ binh  |
| Binh chủng Nhảy dù     | Liên đoàn 81 Biệt kích dù | Quân trường Việt Nam Cộng hòa   | Sư đoàn 25 Bộ binh  |
| Chỉ huy và Tham mưu    | Trường Võ khoa Thủ Đức    | Trung tâm Huấn luyện Không quân | Biểu trưng QLVNCH   |
| L.đoàn An ninh Thủ đô  | Quân trường Quang Trung   | Trung tâm Huấn luyện QG Lam Sơn | Quân hàm QLVNCH     |
| Trường Thiếu sinh quân | Quân trường BĐQ Dục Mỹ    | Trường HSQ Đồng Đế Nha Trang    | Nha Kỹ thuật Bộ TTM |

## Quân chủng Lục quân
- Các đơn vị Bộ binh hoạt động trên đất liền

Huy hiệu Lục Quân
Huy hiệu Sư đoàn 1 Bộ Binh
Huy hiệu Sư đoàn 2 Bộ Binh
Huy hiệu Sư đoàn 3 Bộ Binh
Huy hiệu Sư đoàn 5 Bộ Binh
Huy hiệu Sư đoàn 7 Bộ Binh
Huy hiệu Sư đoàn 9 Bộ Binh
Huy hiệu Sư đoàn 18 Bộ Binh
Huy hiệu Sư đoàn 21 Bộ Binh
Huy hiệu Sư đoàn 22 Bộ Binh
Huy hiệu Sư đoàn 23 Bộ Binh
Kỳ hiệu Sư đoàn 25 Bộ Binh

## Các đơn vị Tổng trừ bị
- Hoạt đông trên mọi địa hình

Huy hiệu Binh chủng Thủy Quân Lục Chiến
Kỳ hiệu Bộ Tư lệnh Thủy Quân Lục Chiến
Huy hiệu Binh chủng Nhảy Dù
Kỳ hiệu Bộ Tư lệnh Nhảy Dù
Huy hiệu Binh chủng Biệt Động Quân
Kỳ hiệu Bộ chỉ huy Biệt Động Quân
Huy hiệu Lực lượng Đặc Biệt
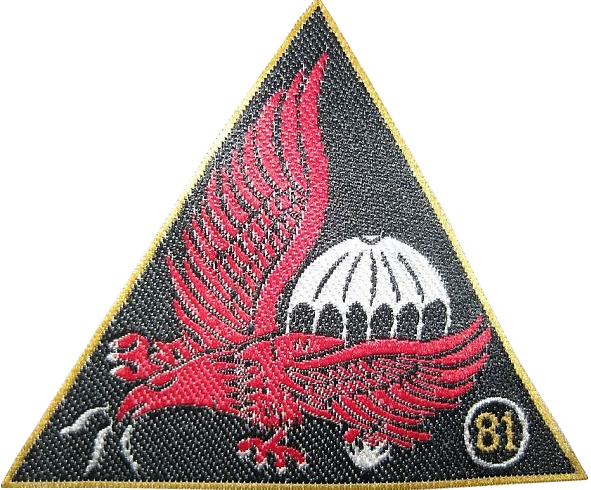
Huy hiệu Liên đoàn 81 Biệt Cách Nhảy Dù

## Các đơn vị Yểm trợ

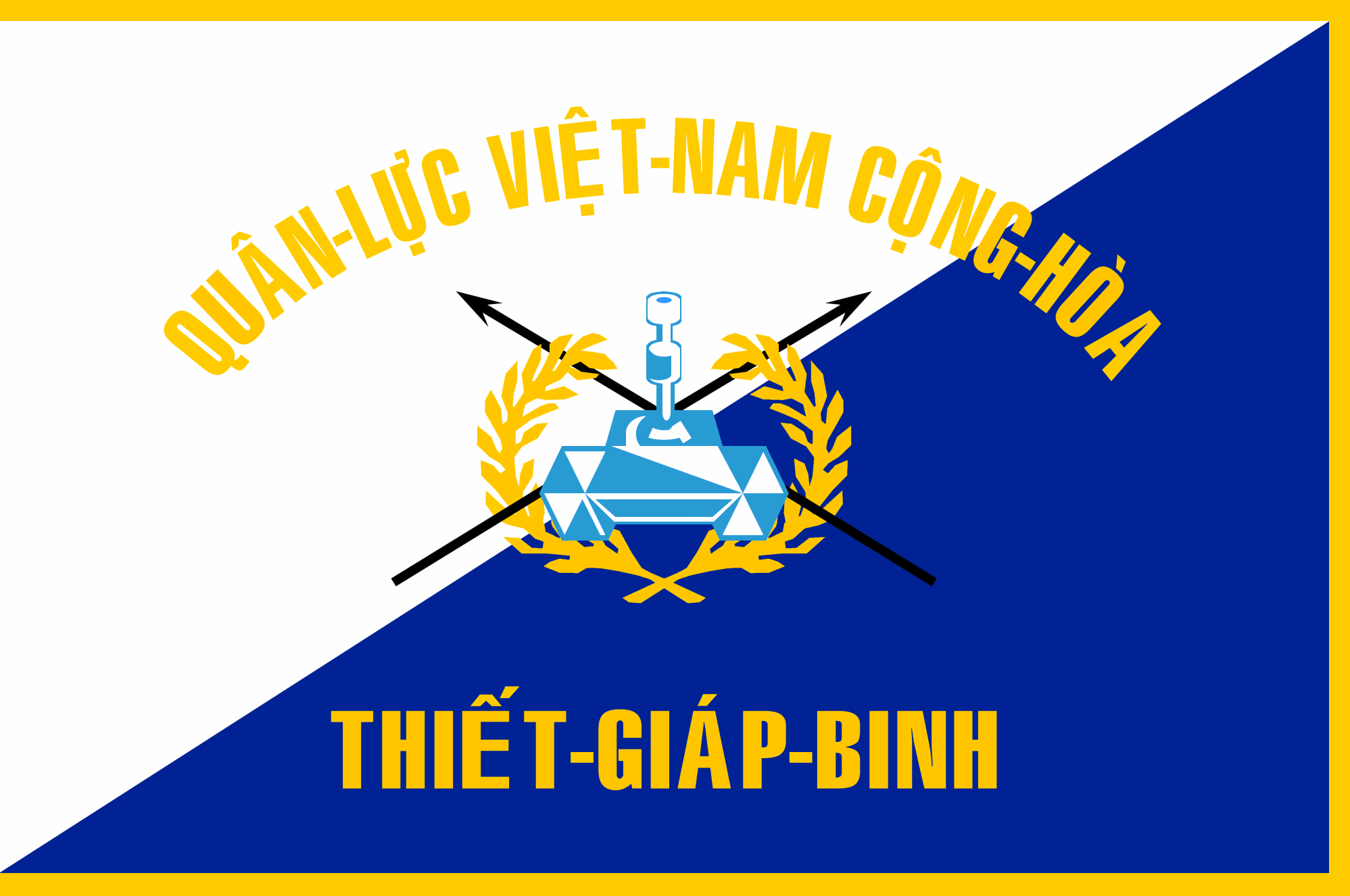
Huy hiệu Binh chủng Thiết Giáp
Huy hiệu Binh chủng Pháo Binh
Huy hiệu Binh chủng Công Binh

Kỳ hiệu Địa Phương Quân và Nghĩa Quân
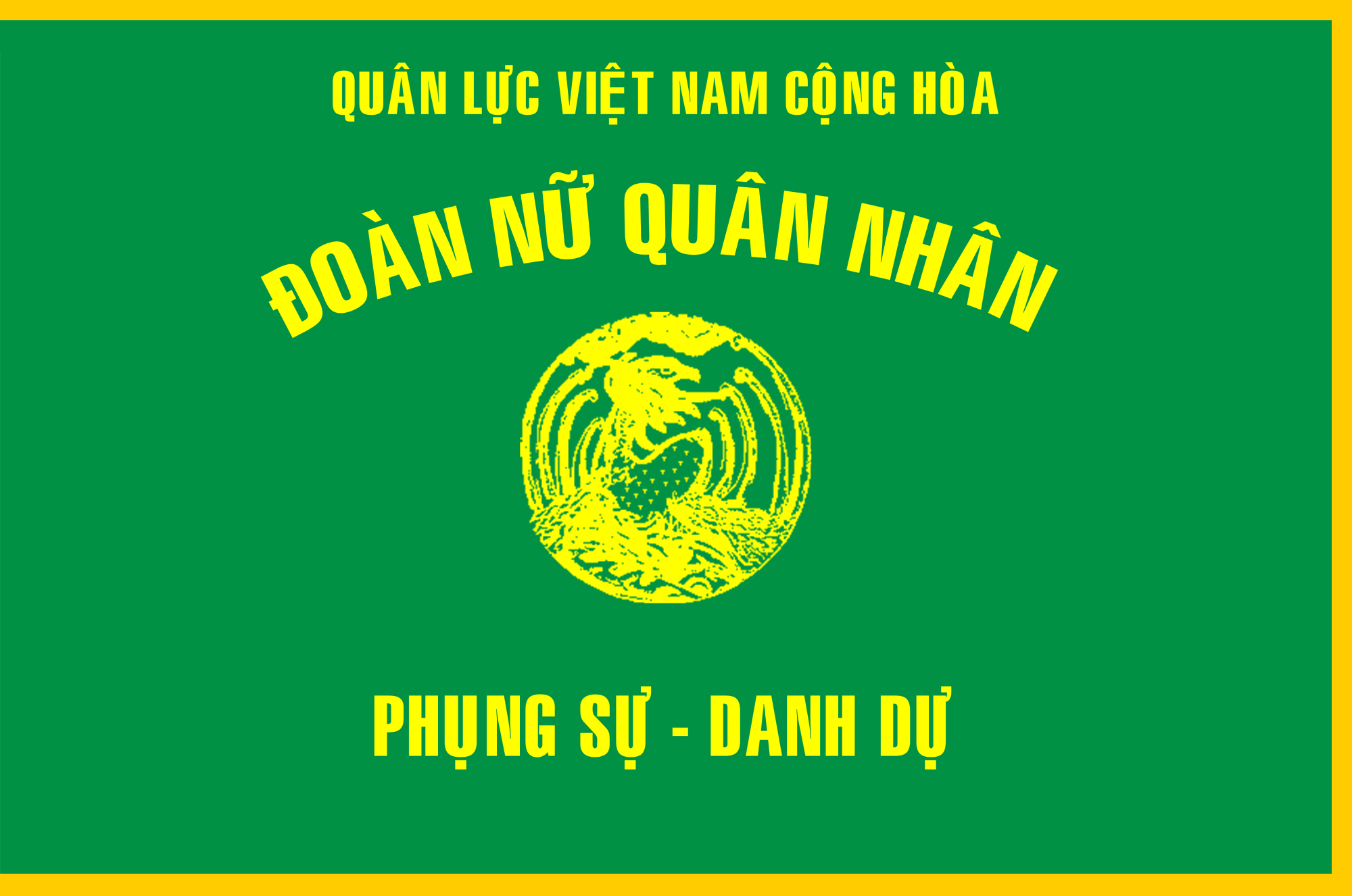
Kỳ hiệu Đoàn Nữ Quân Nhân

## Quân chủng Hải quân
- Hoạt động trên sông, biển

Huy hiệu[1]
Kỳ hiệu
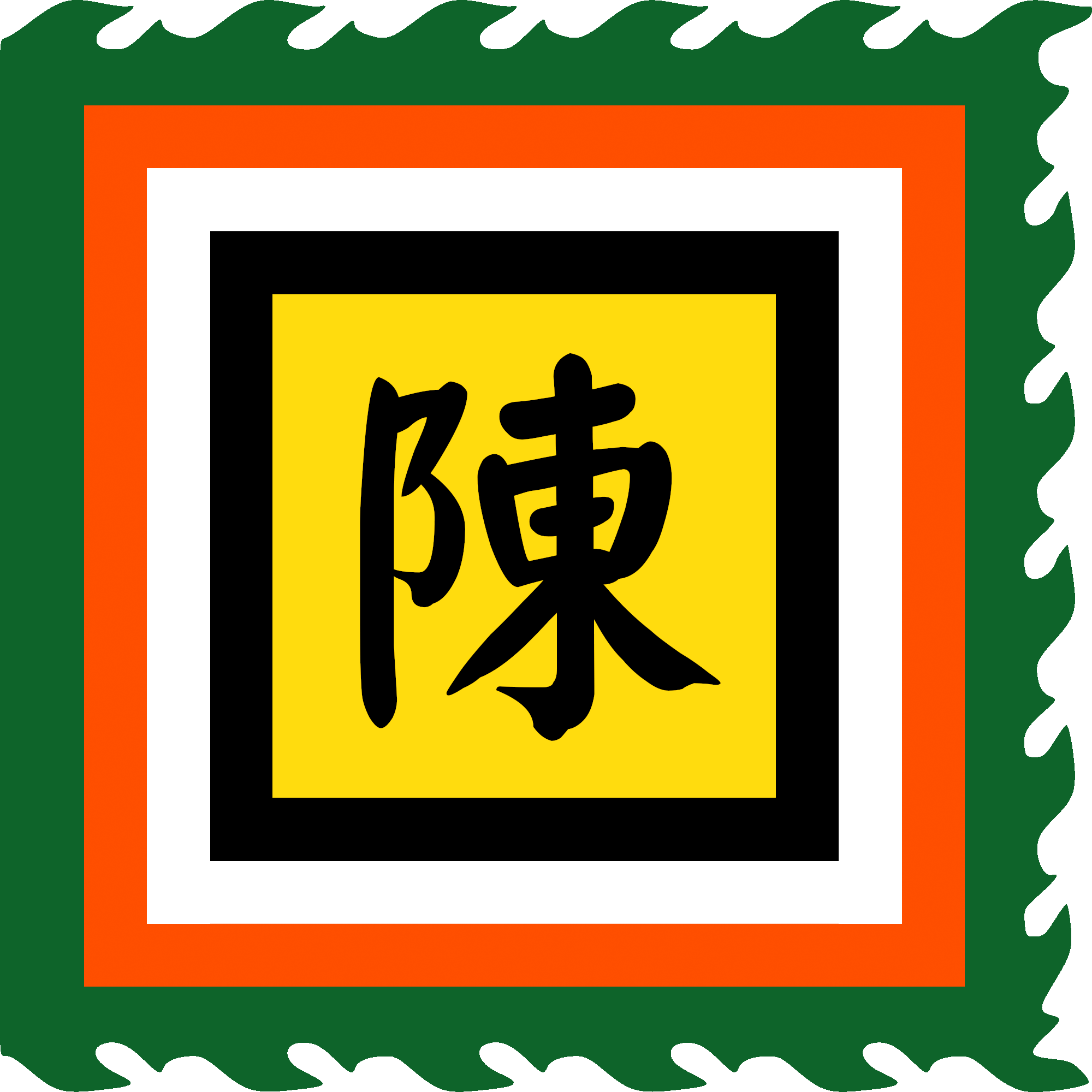
Thánh kỳ
Huy hiệu Biệt Hải

## Quân chủng Không quân
- Hoạt động trên không

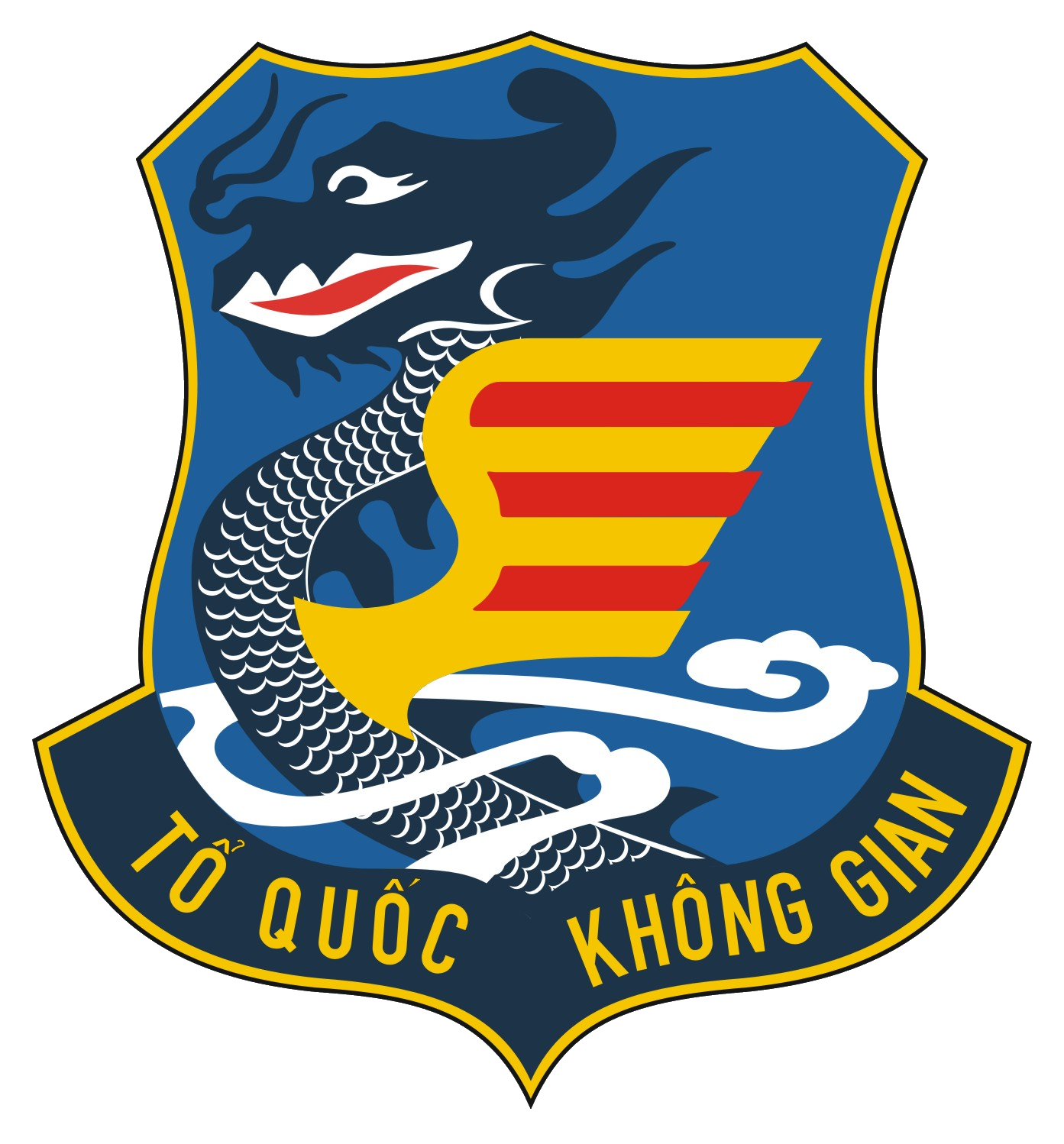
Huy hiệu
Kỳ hiệu
Dấu tròn

## Cơ sở đào tạo quân sự

Trường Cao Đẳng Quốc Phòng
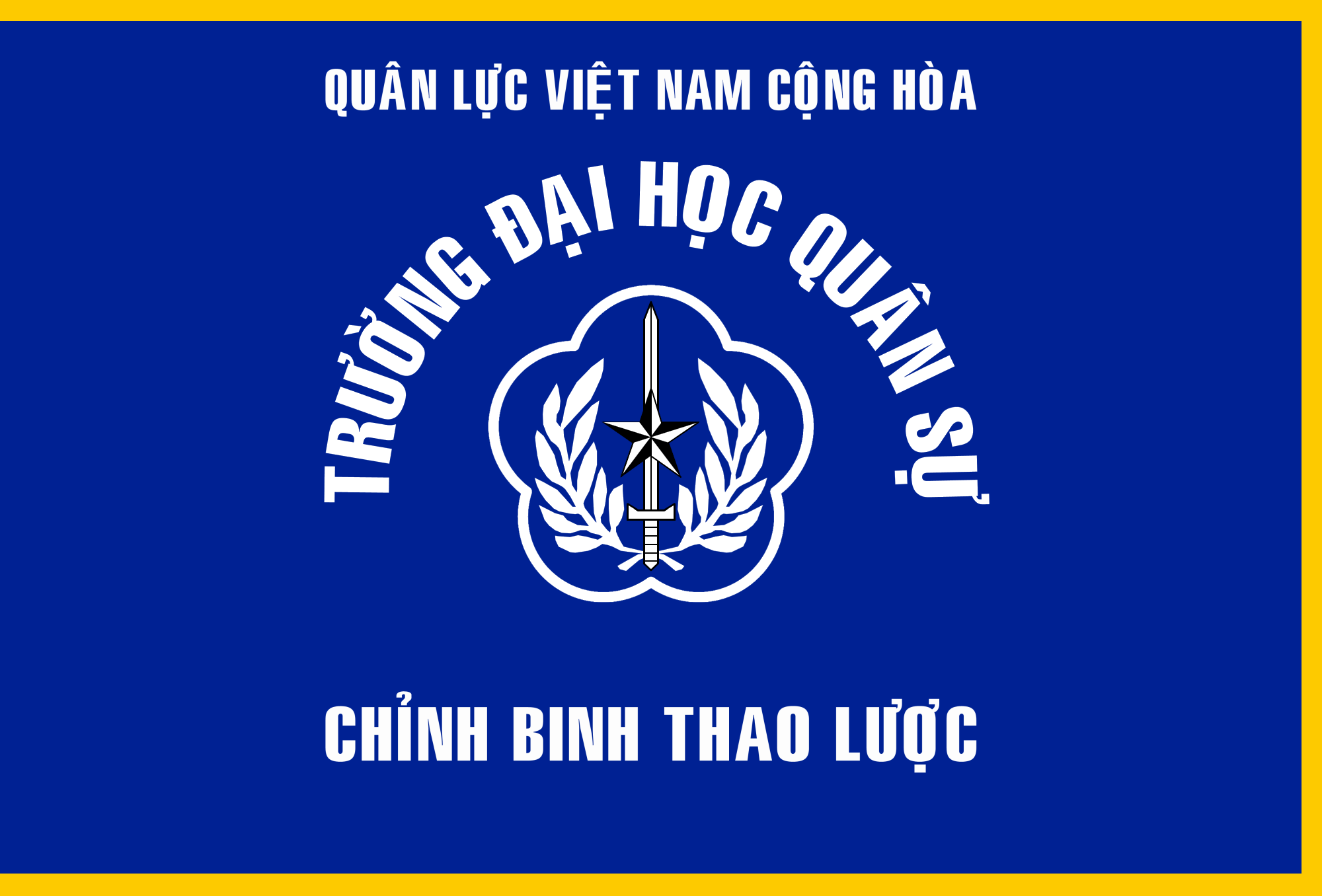
Trường Chỉ Huy và Tham Mưu
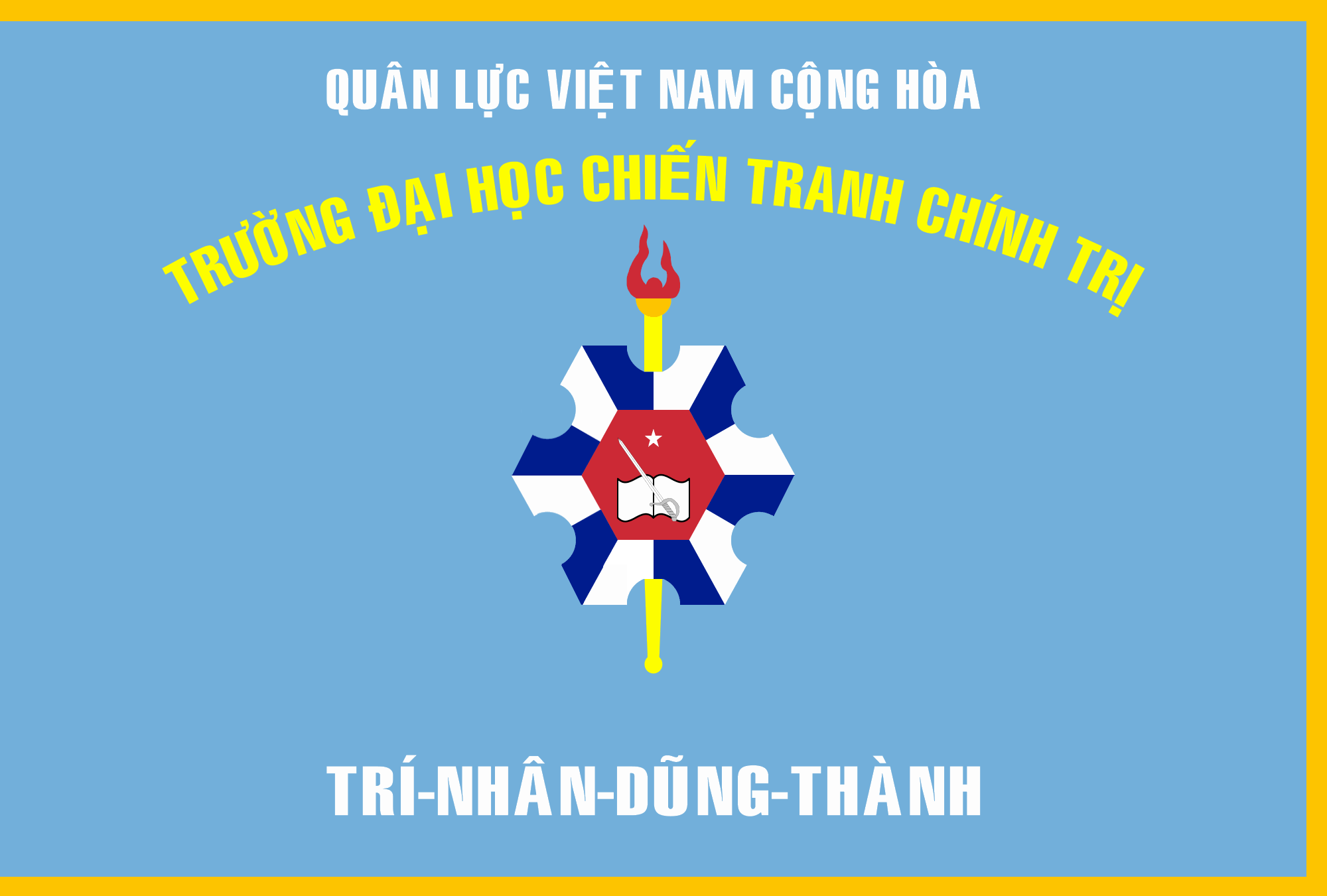
Đại học Chiến Tranh Chính Trị
Trường Võ bị Quốc Gia Đà Lạt
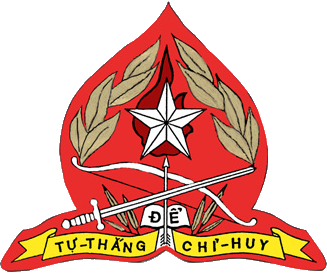
Liên đoàn Sinh Viên Võ bị Quốc Gia
Trường Sĩ Quan Trừ bị Thủ Đức
Trường Hạ Sĩ Quan
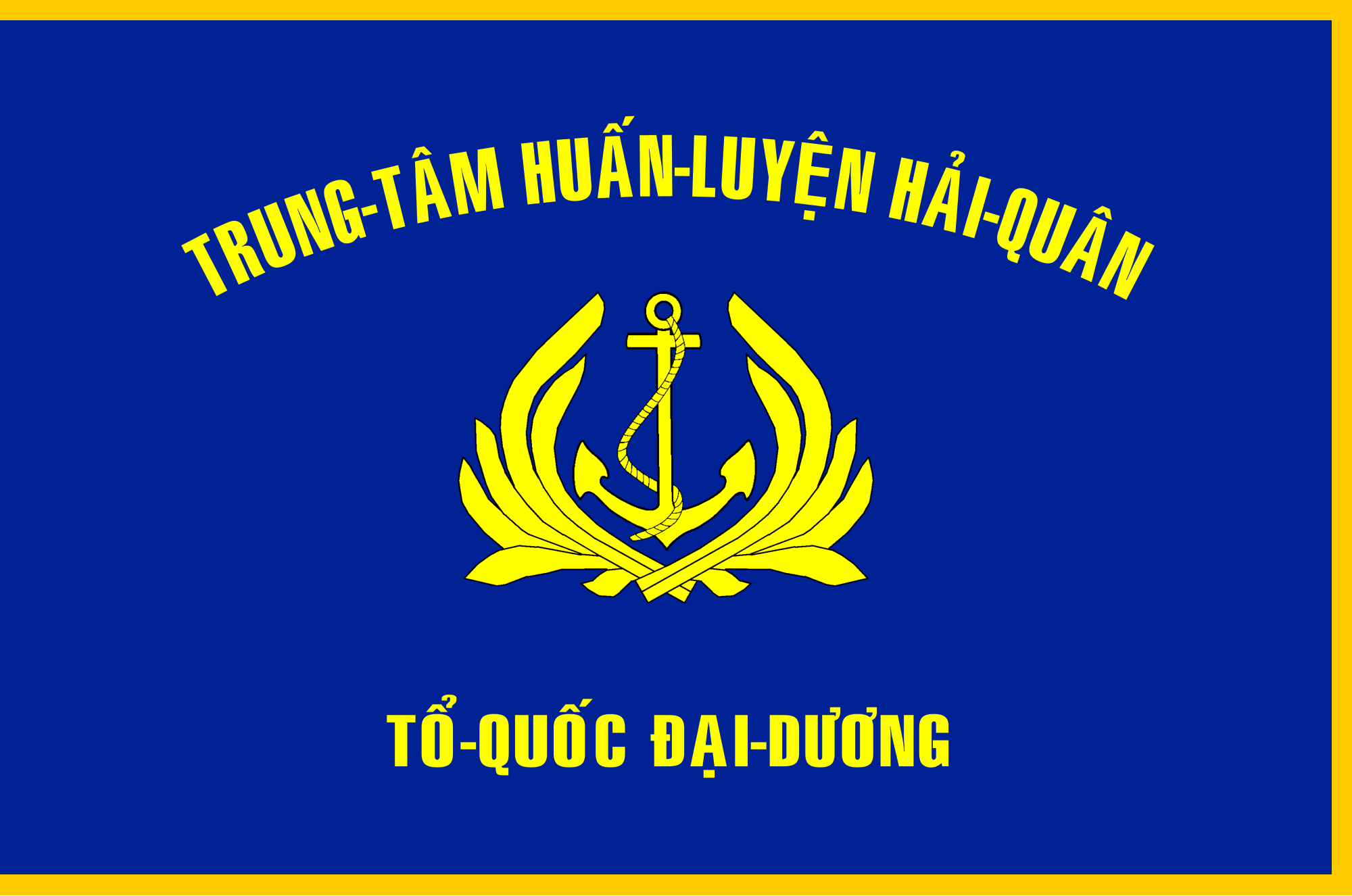
Trung tâm Huấn luyện Hải Quân
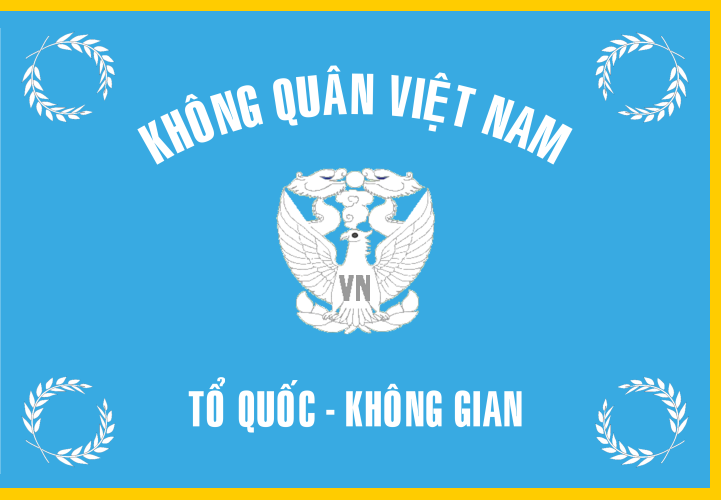
Trung tâm Huấn Luyện Không Quân
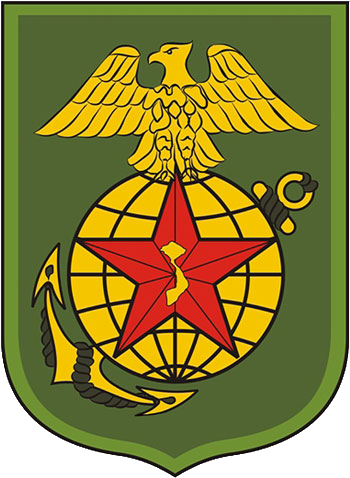
Quân trường Rừng Cấm
Quân trường Vương Mộng Hồng
Quân trường Dục Mỹ
Quân trường Quang Trung
Quân trường Vạn Kiếp
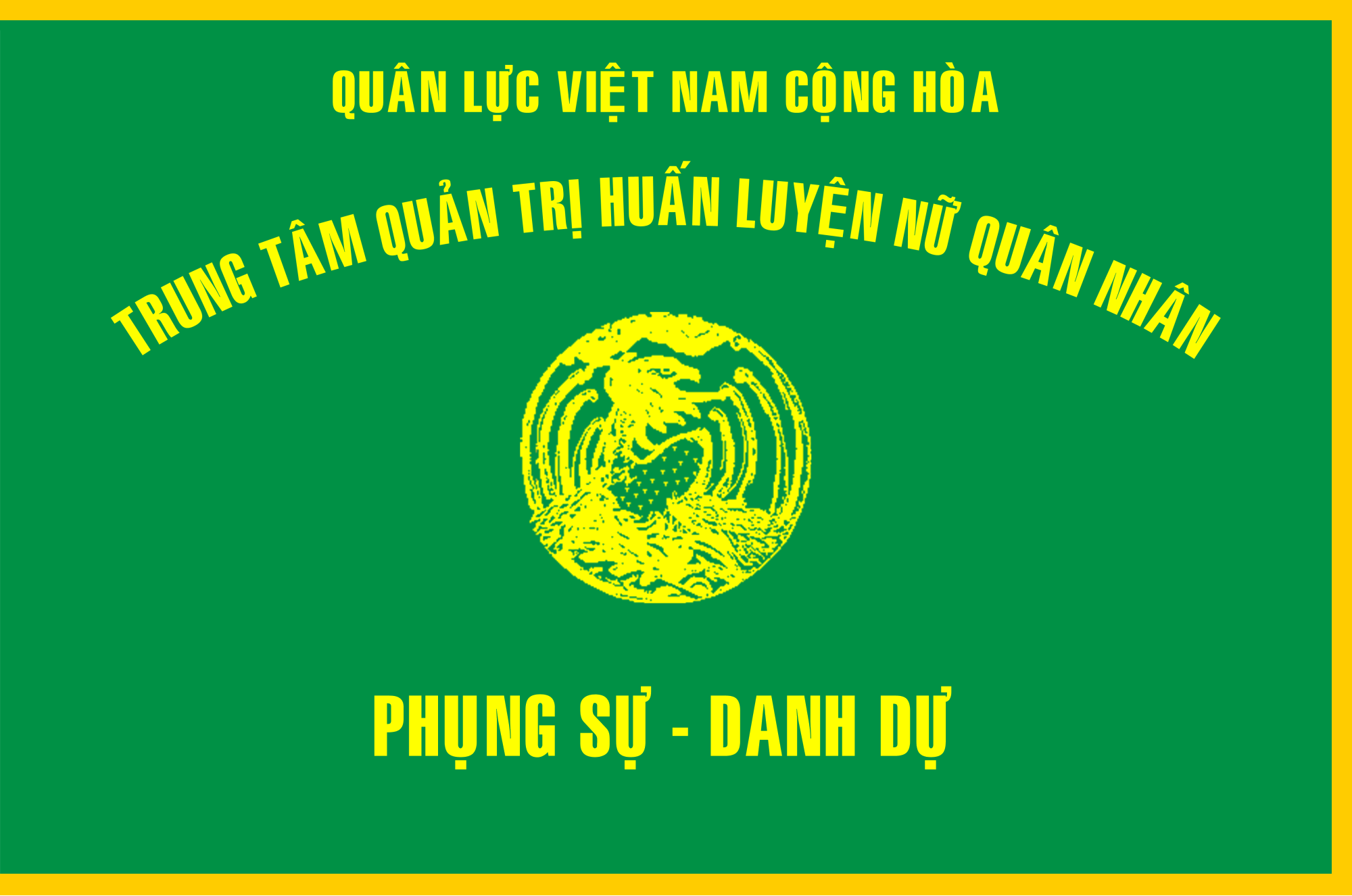
Trường Huấn luyện và Đào tạo Nữ Quân Nhân
Trường Đào tạo Thiếu Sinh Quân
Trường Pháo Binh
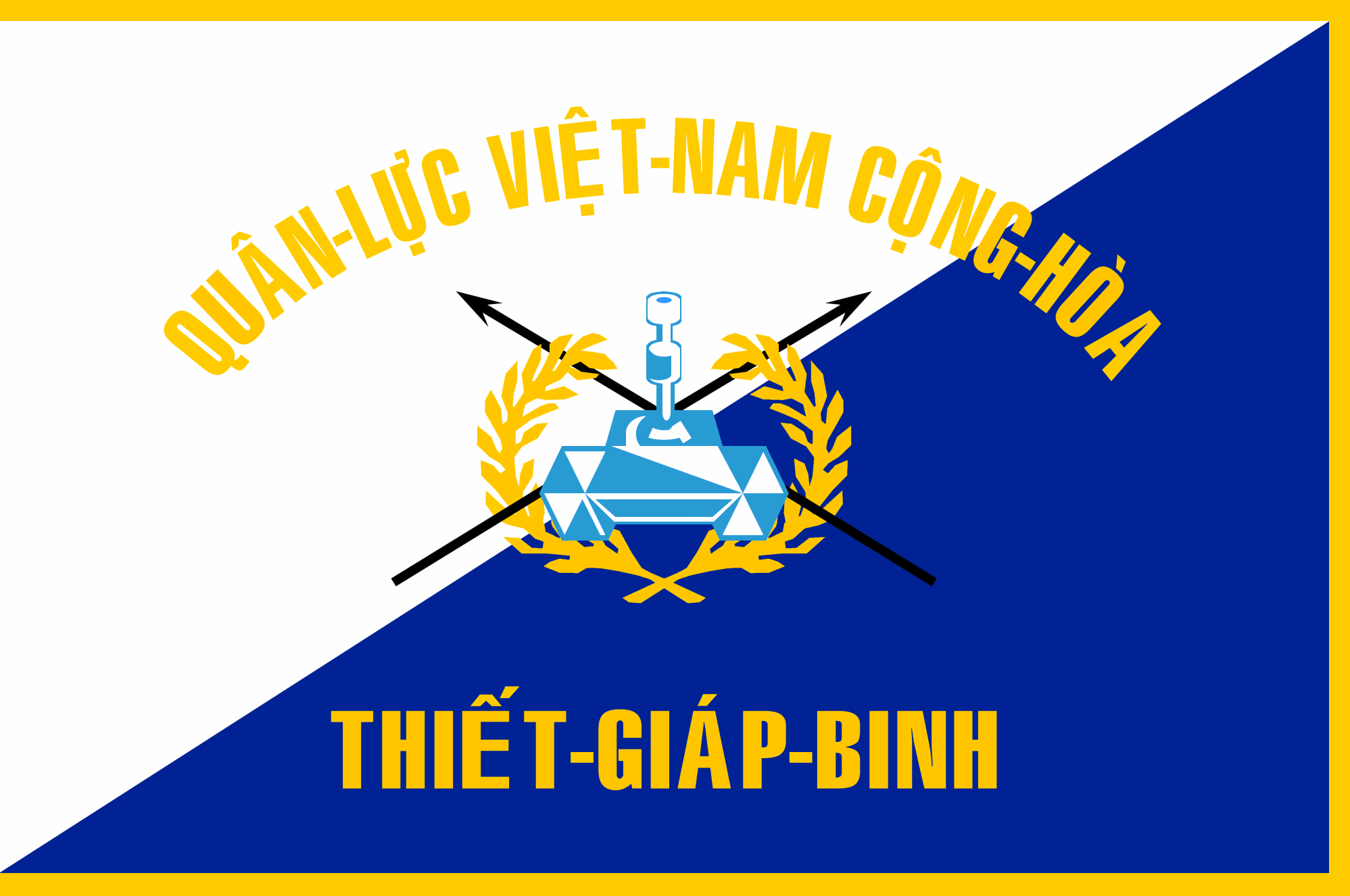
Trường Thiết Giáp Binh
Trường Công Binh
Trường Quân Y
Trường Quân Cảnh
Trung tâm Huấn luyện Chiến Tranh Chính Trị